# Heriaeus charitonovi
Heriaeus charitonovi är en spindelart som beskrevs av Aleksander Stepanovich Utochkin 1985. Heriaeus charitonovi ingår i släktet Heriaeus och familjen krabbspindlar. Inga underarter finns listade i Catalogue of Life.